# Chříč
Chříč (dříve Křic, německy Krzicz, v letech 1939–1945 Kreitsch) je obec v severovýchodní části okresu Plzeň-sever v Plzeňském kraji. Leží deset kilometrů východně od Kralovic. V Chříči, zahrnující kromě vesnice Chříč i sousední Lhotu, žije 242 obyvatel. Obec Chříč je součástí Mikroregionu Kralovicko.

## Název
Samotné slovo Chříč může také pocházet, jako několik jiných místních názvů, od Hedčanů, ale není to zcela jisté. Jedna z možností je, že se jedná o slovo odvozené od slova křoví, kdy by se původně jednalo o obec nazývanou Křovíč. Jiná možnost pak uvádí možnou zkomoleninu jména údajného hedčanského vladyky Chrze – odtud pak Chrzíč.

## Historie
Prvně je Chříč připomínána roku 1318 jako součást majetku hradu Krašova. Od osmdesátých let čtrnáctého století byla Chříč vázána manským právem k hradu Křivoklát – držitelé vsi byli povinni se na výzvu křivoklátského purkrabího dostavit v brnění na hrad a plnit jeho příkazy. Přibližně od dvacátých let patnáctého století držel Chříč Absolon ze Chříče, spolu s bratrem Žibřidem stoupenci učení Husova a zdatní válečníci.
V roce 1437 koupil ves od Absolona Otík ze Šanova, který ji roku 1447 prodal Sezemovi z Malšína. Ten ve vsi postavil tvrz. Chříč následně měnila vlastníky a po přelomu patnáctého a šestnáctého století byli její držitelé zbaveni manských povinností k hradu Křivoklátu. Od Václava Strojetického z Chříče získal ves v roce 1540 Oldřich Lažanský z Bukové, za kterého byla v šedesátých letech opravena tvrz a postaven nový dvůr.
Po smrti Oldřicha si chříčské panství rozdělili jeho synové Šebestian a Oldřich mladší Lažanští z Bukové, Chříč se Lhotou a částí Hlinců připadla Šebestianovi. V té době byla na Chříči tvrz s pivovarem, poplužní dvůr a 13 osedlých s mlynářem. Šebestian se však během let zadlužil a v roce 1585 prodal Chříč Janu Týřovskému z Ensidle na Hřebečníkách a Skryjích. Jeho potomci, bratři Týřovští, prodali pro velké dluhy roku 1701 chříčské panství hraběti Václavu Josefu Lažanskému za 211 tisíc zlatých a 500 zlatých klíčného.
2. března 1715 zemřel hrabě Václav Josef Lažanský na Chříči, panství zdědila jeho manželka Marie Gabriela Lažanská a synové Maxmilián Václav a Karel Josef Lažanští z Bukové. Chříč zůstala v majetku hraběnky, která odkázala polovinu panství ústavu šlechtičen u svatých Andělů v Praze a z poloviny synu Maxmiliánovi a dcerám Marii Anně a Marii Josefě. V roce 1758 hraběnka Lažanská zemřela a polovina tehdy zadluženého chříčského panství připadla dle závěti ústavu šlechtičen. Ten dal panství do dražby, ale nenašel se žádný kupec a tak v roce 1764 koupil i druhou polovinu od dědiců Lažanských. S výjimkou let 1787–1791, kdy bylo panství nakrátko připojeno k Tereziánskému ústavu v Praze, patřilo ústavu chříčské panství až do roku 1906.
V roce 1906 prodal ústav šlechtičen panství hraběti Štěpánovi Götzendorf-Grabowskému. O čtyři roky později roku 1911 panství prodává Gustavu Fisherovi, který jej vzápětí prodal Karlovi Černohorskému. Jako poslední v řadě majitelů koupil panství roku 1931 František Pokorný.
Chříč se stala přirozeným centrem malého panství díky vzniku mlýnů (také vodní mlýny na říčce Javornici), pivovaru, lihovaru, řemeslných dílen, ale i fary, školy, pošty, obchodů a lékařské ordinace. Nedaleko vsi se až do roku 1886 těžila antimonová ruda. Svou pozici místního centra ztratila Chříč až na začátku dvacátého století, kdy po rozpadu panství klesl význam vsi. Po druhé světové válce zanikají řemeslné živnosti, pivovar a lihovar a většina obyvatel hledá uplatnění v zemědělství a lesnictví. Na začátku roku 1924 byla ves přejmenována na Chříč. V sedmdesátých letech dvacátého století byl také zavezen návesní rybník.
V roce 2014 byla v prostorách knihovny otevřena Pamětní síň Milady Šubrtové. Operní pěvkyně je pohřbena na místním hřbitově spolu s manželem, dirigentem Janem Husem Tichým. Chříčský pivovar obnovil činnost 29. srpna 2015.  
V pivovarském areálu funguje také základní škola Pivoňka a každoročně je dějištěm festivalu Křič Fest.

## Přírodní poměry
Chříč sousedí s vesnicemi Slatina a Lhota na severu, s Dubjanským dvorem na jihovýchodě, Studenou na jihu a Holovousy na západě. Vesnice leží na jihozápadním okraji CHKO Křivoklátsko s údolími řek Javornice a Berounky. Nad jejich soutokem se nachází přírodní rezervace Dubensko s největším tisovým hájem v Česku. Dva km severovýchodně od Chříče na řece Javornice leží zřícenina Koubův mlýn. Vsí protéká Chříčský potok (dříve nazývaný Chrastnice), nedaleko silnice na Slatinu stojí památný javor.

## Obyvatelstvo
| Rok            | 1869 | 1880 | 1890 | 1900 | 1910 | 1921 | 1930 | 1950 | 1961 | 1970 | 1980 | 1991 | 2001 | 2011 | 2021 |
| -------------- | ---- | ---- | ---- | ---- | ---- | ---- | ---- | ---- | ---- | ---- | ---- | ---- | ---- | ---- | ---- |
| Počet obyvatel | 690  | 646  | 674  | 618  | 614  | 566  | 481  | 324  | 308  | 239  | 267  | 242  | 225  | 190  | 209  |
| Počet domů     | 86   | 88   | 93   | 94   | 94   | 95   | 94   | 100  | 80   | 74   | 61   | 96   | 101  | 48   | 101  |

## Obecní správa

### Části obce
- Chříč
- Lhota

V letech 1960–1990 k obci patřily i Hlince, Holovousy a Slatina a v letech 1960–1993 také Studená.

### Obecní symboly
Znak a vlajka byly obci uděleny rozhodnutím předsedy Poslanecké sněmovny Parlamentu České republiky dne 9. prosince 2002.

## Náboženství
V roce 1785 získala nová zámecká kaple sv. Jana Nepomuckého funkci lokálie, kterou dříve zastával kostel svatých Petra a Pavla v Dolanech. Z Dolan do chříčského kostela byly v roce 1878 přeneseny dva velké zvony, opačným směrem putoval malý zvonek, který je dnes ve zvoničce v Holovousích.

## Sport
Na východním okraji vsi se nachází závodní motokrosová dráha.

## Pamětihodnosti

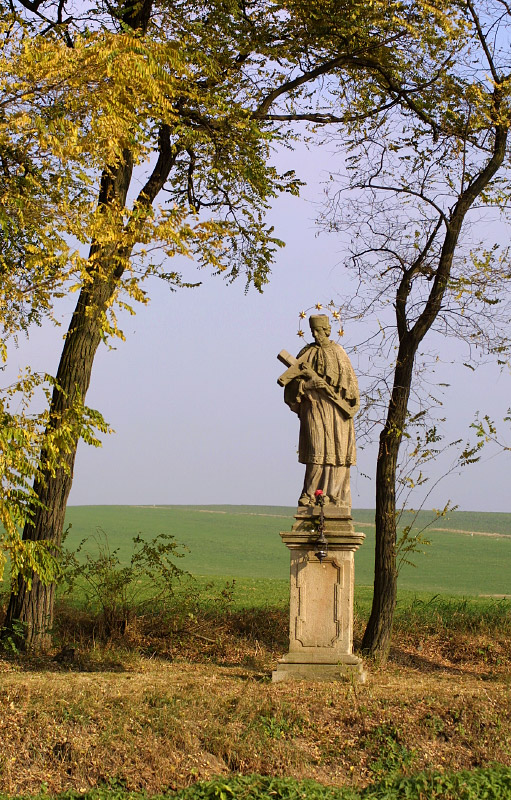
Socha svatého Jana Nepomuckého na cestě ke hřbitovu

- Chříčská tvrz byla založena snad vladykou Sezemou z Malšína v druhé polovině čtrnáctého století a v první polovině šestnáctého století byla přestavěna na renesanční zámek.[14] Svou nynější podobu získal v druhé polovině osmnáctého století za vlastnictví Ústavu šlechtičen, kdy byl barokně přestavěn, a v roce 1820, kdy bylo po požáru odstraněno jedno ze tří křídel. K areálu zámku patří hospodářský dvůr a zámecký park.[5]
- Na severovýchodním okraji vsi stojí v blízkosti zámku kostel svatého Jana Nepomuckého s obdélnou lodí. Postaven byl v roce 1767 jako zámecká kaple, pravděpodobně okolo roku 1861 byla dostavěna jeho věž.[15]
- Socha svatého Jana Nepomuckého z roku 1767 stojí na hranolovém podstavci u křižovatky mezi bývalým zámkem a hřbitovem u východního okraje vsi.[16]
- Památkově chráněný patrový dům č. p. 24 s bývalým obchodem Jaroslava Cacha v přízemí a bytem v patře, který se nachází v severozápadním koutu návsi. Přestavba budovy z roku 1931 dle projektu stavitele Ing. Aloise Krofty.[17]